# Эндисайм
Эндисайм (фр. Hindisheim) — коммуна на северо-востоке Франции в регионе Гранд-Эст (бывший Эльзас — Шампань — Арденны — Лотарингия), департамент Нижний Рейн, округ Селеста-Эрстен, кантон Эрстен.
Площадь коммуны — 11,84 км², население — 1363 человека (2006) с тенденцией к стабилизации: 1396 человек (2013), плотность населения — 117,9 чел/км².

## Население
Население коммуны в 2011 году составляло 1398 человек, в 2012 году — 1404 человека, а в 2013-м — 1396 человек.
| 1962 | 1968 | 1975 | 1982 | 1990 | 1999 | 2006 | 2008 | 2011 | 2012 | 2013 |
| ---- | ---- | ---- | ---- | ---- | ---- | ---- | ---- | ---- | ---- | ---- |
| 1063 | 1064 | 1068 | 1158 | 1204 | 1369 | 1363 | 1397 | 1398 | 1404 | 1396 |

Динамика населения:

## Экономика
В 2010 году из 930 человек трудоспособного возраста (от 15 до 64 лет) 707 были экономически активными, 223 — неактивными (показатель активности 76,0 %, в 1999 году — 75,8 %). Из 707 активных трудоспособных жителей работали 658 человек (345 мужчин и 313 женщин), 49 числились безработными (19 мужчин и 30 женщин). Среди 223 трудоспособных неактивных граждан 67 были учениками либо студентами, 109 — пенсионерами, а ещё 47 — были неактивны в силу других причин.

## Достопримечательности (фотогалерея)

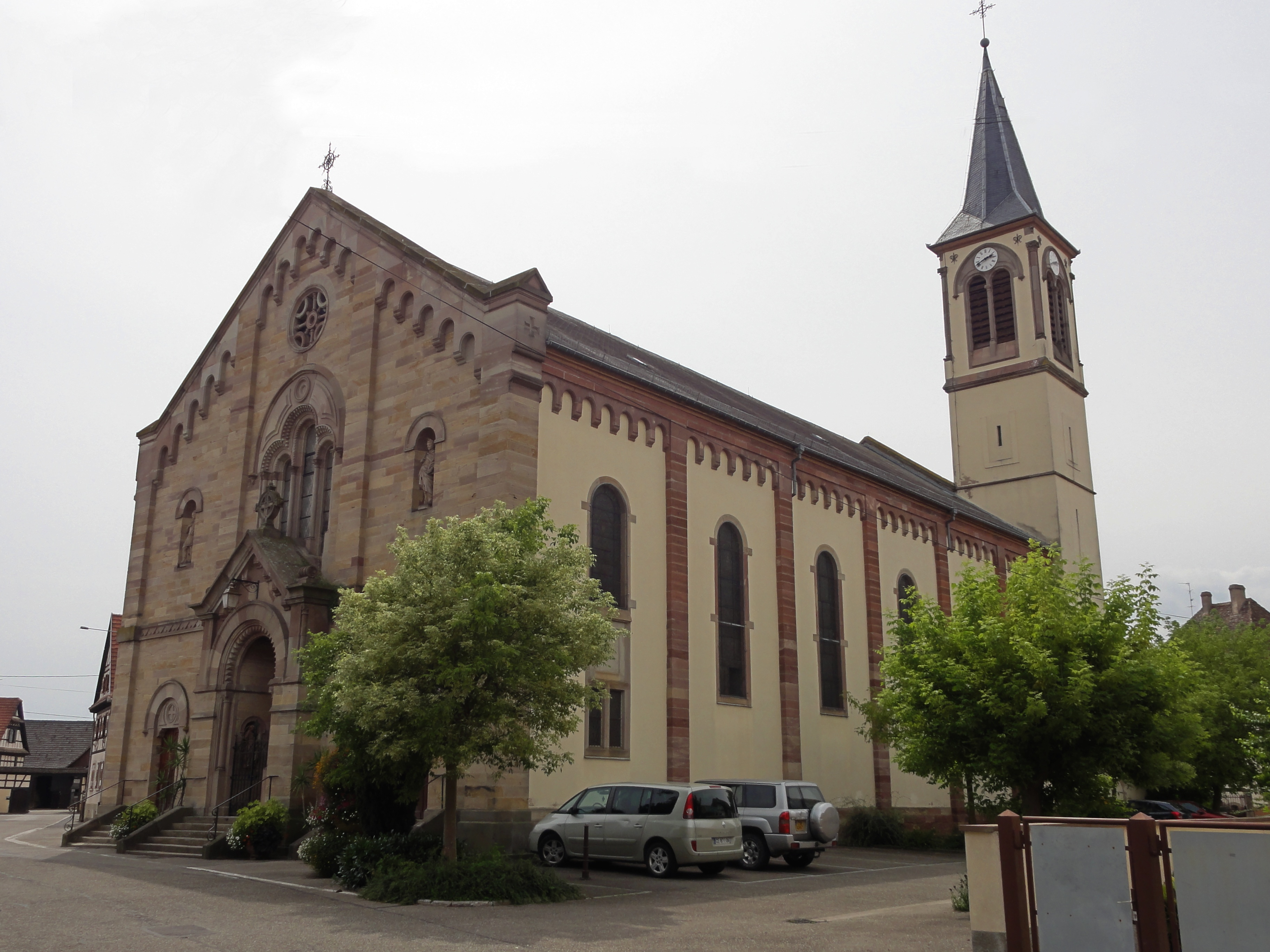
Церковь святых Петра и Павла
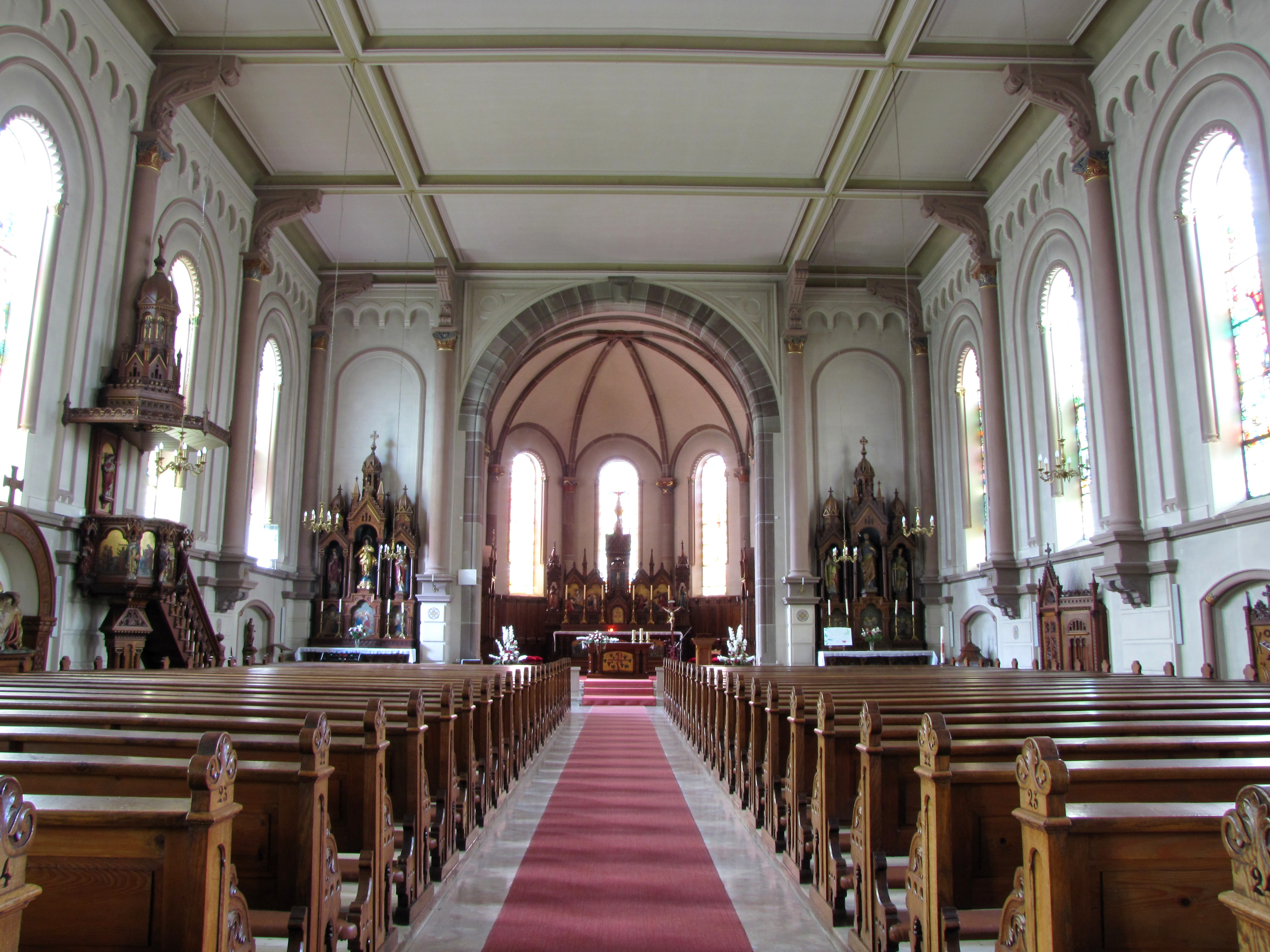
Интерьер
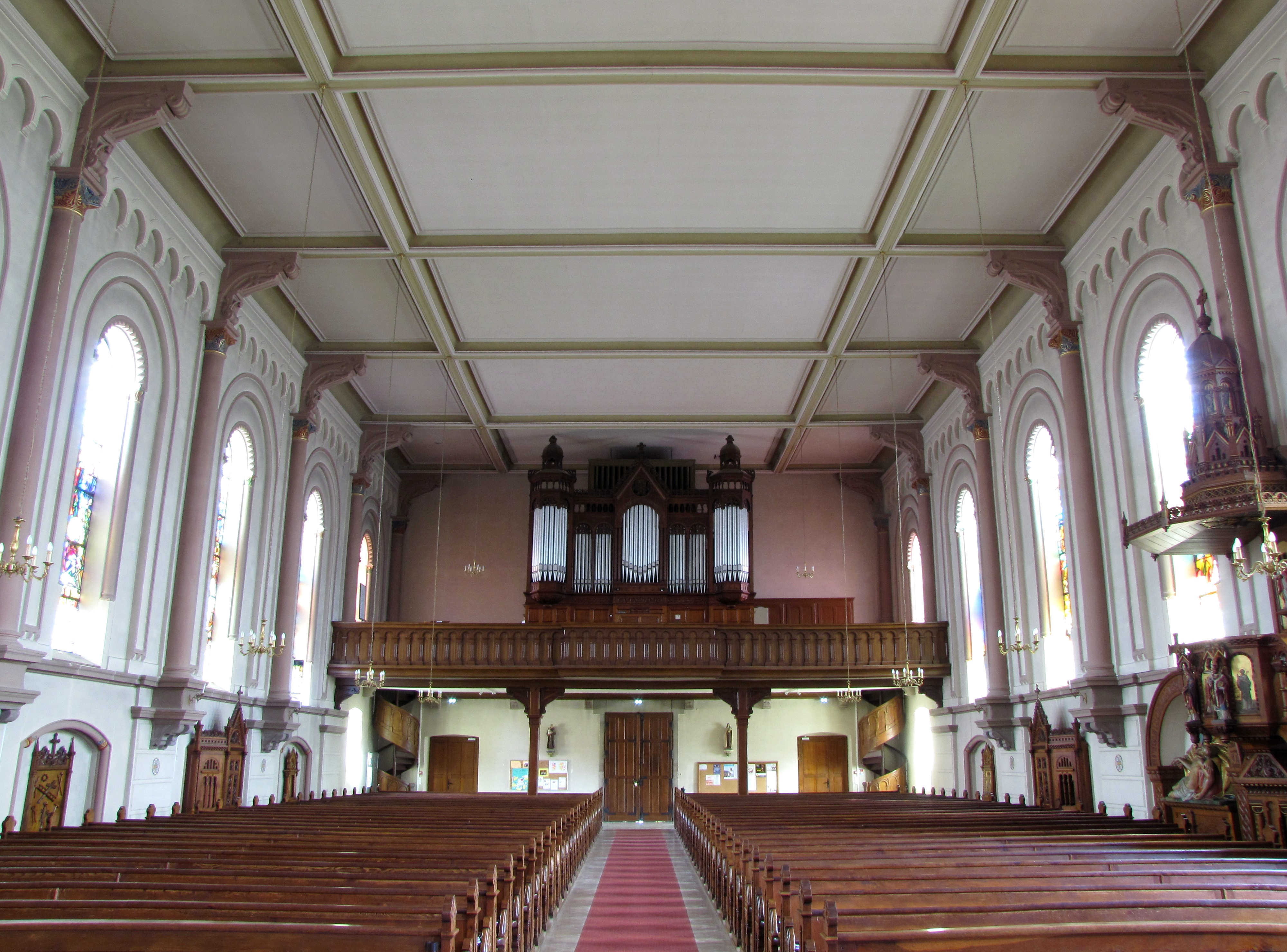
Вид на орган
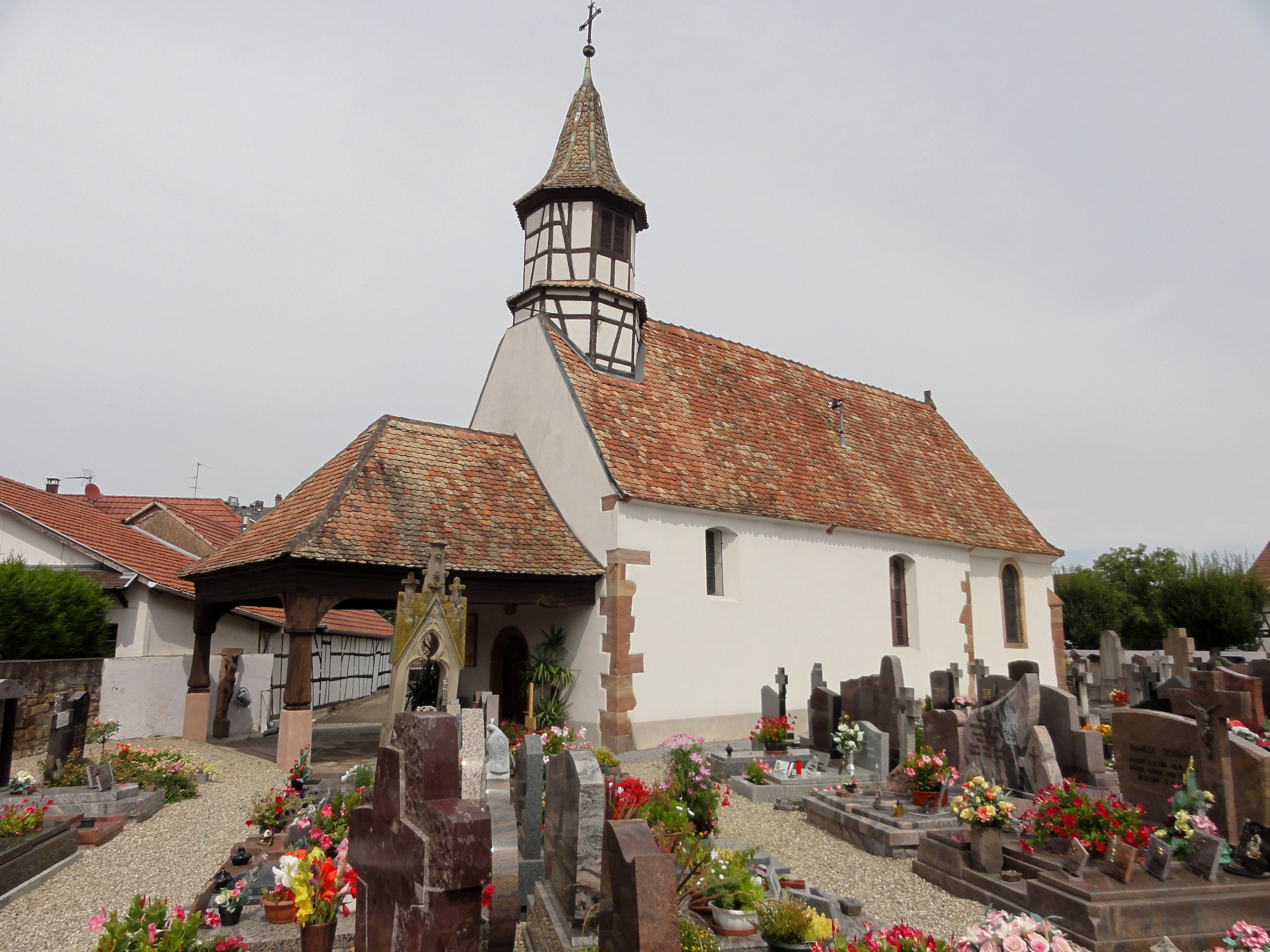
Часовня
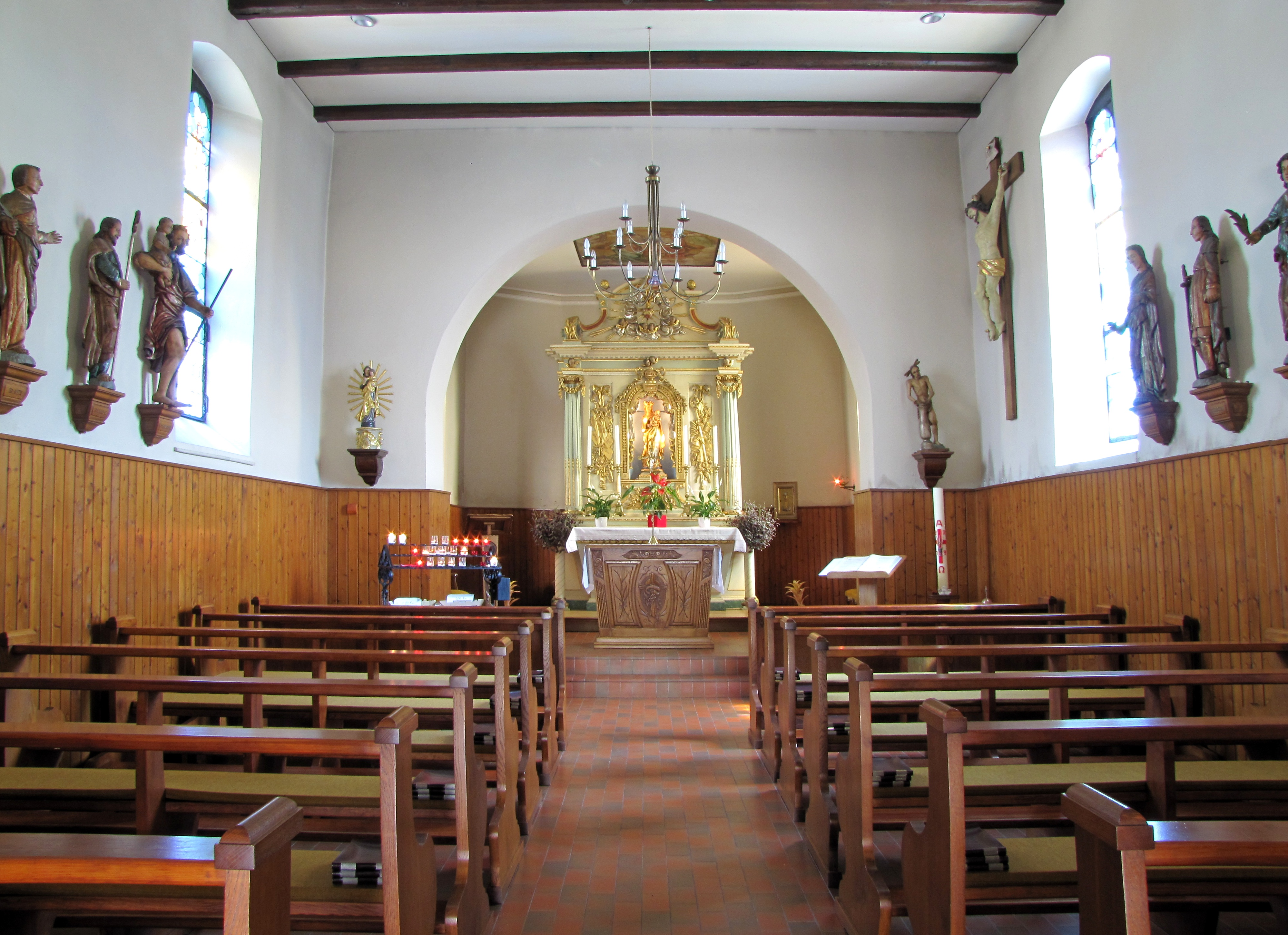
Интерьер часовни
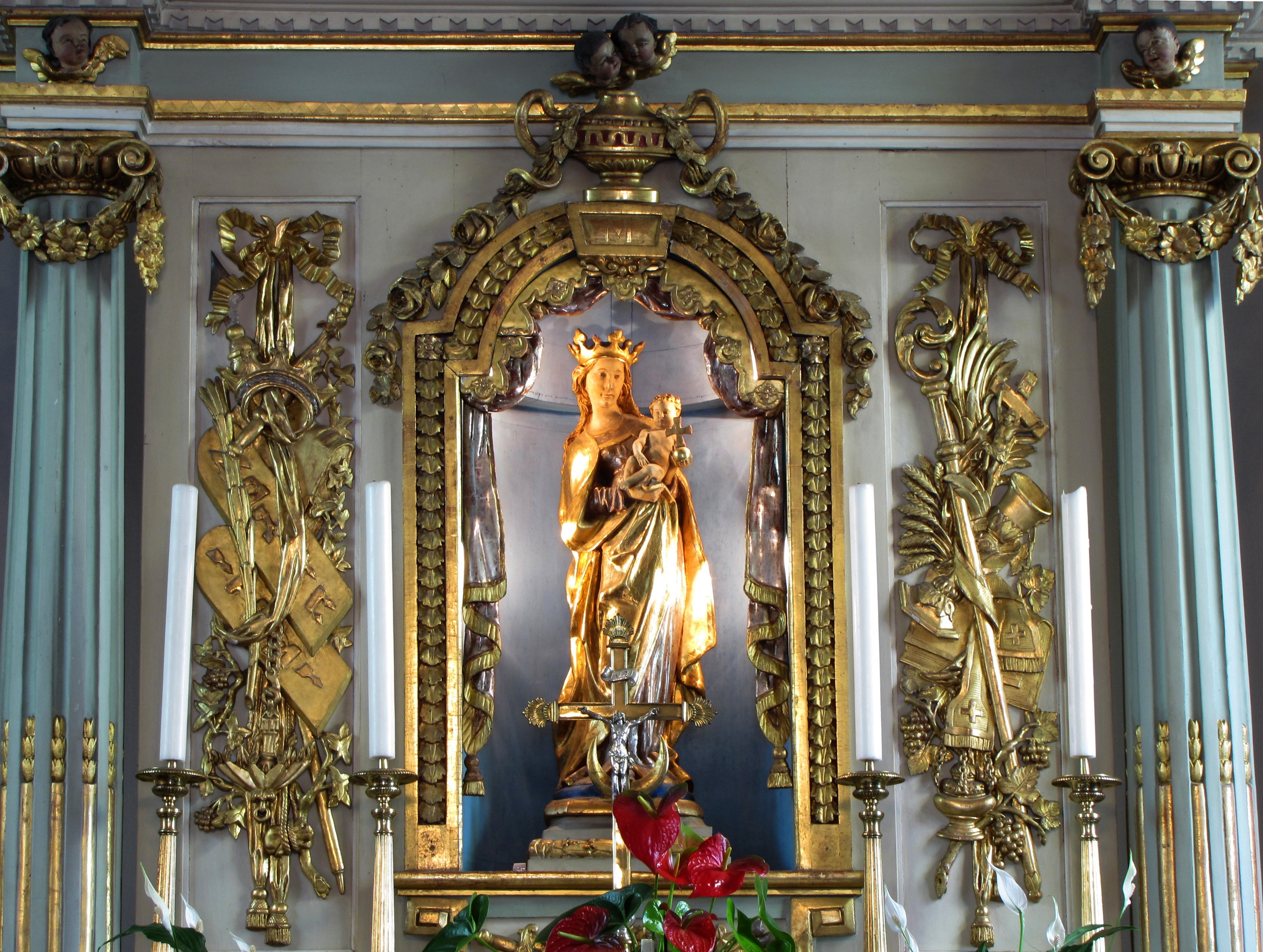
Алтарь
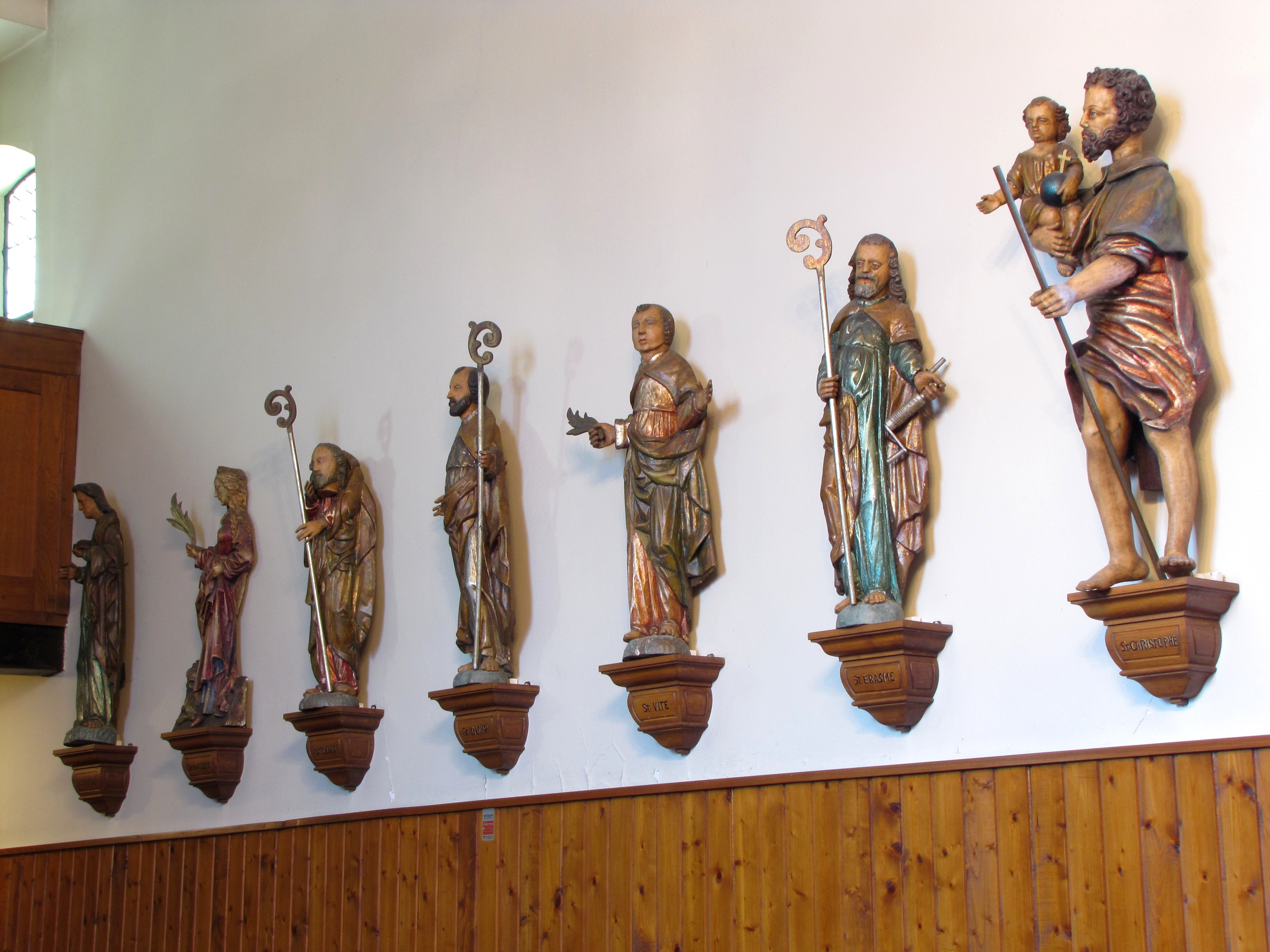
Статуи Четырнадцати святых ходатаев
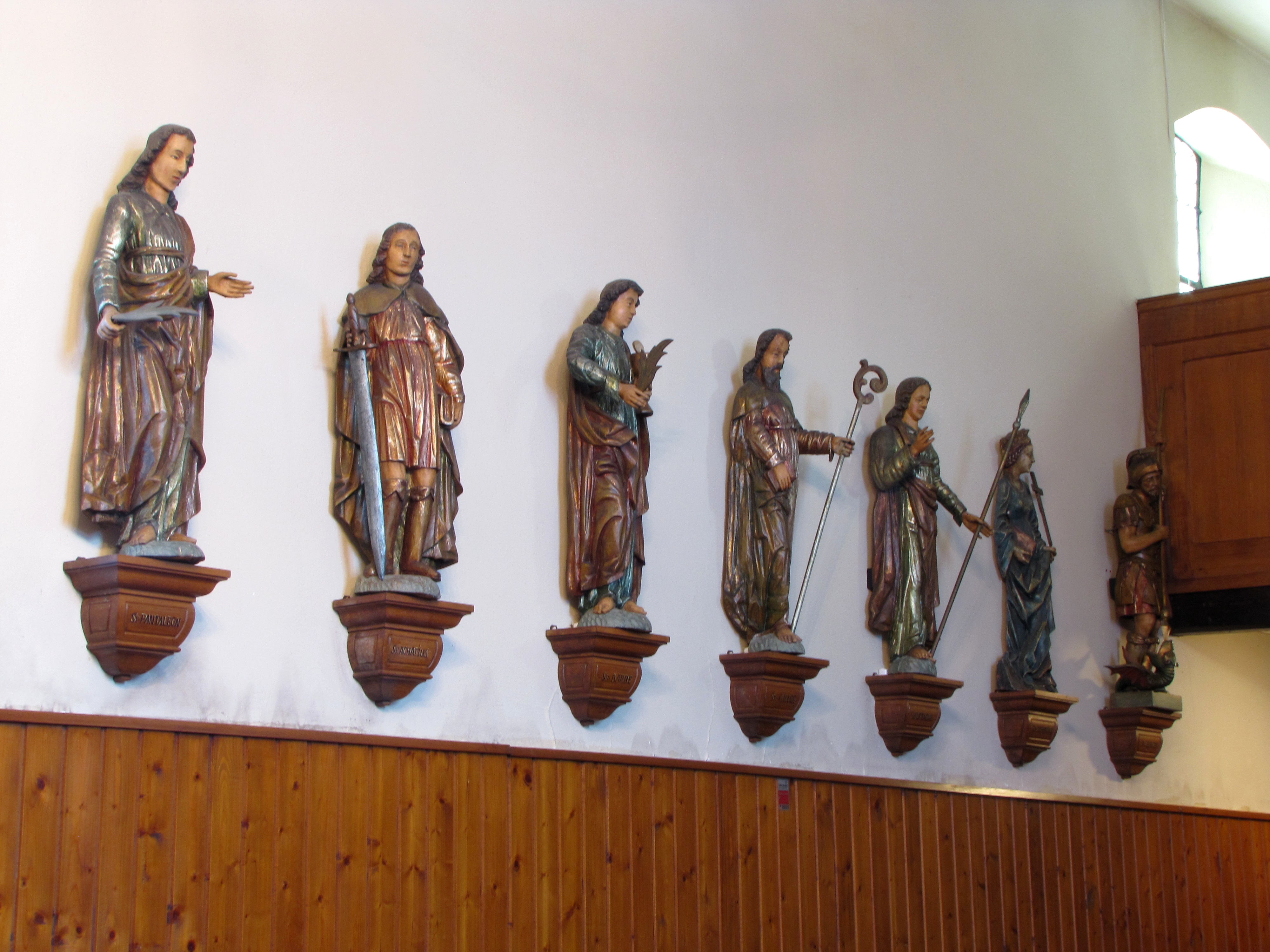
Статуи Четырнадцати святых ходатаев
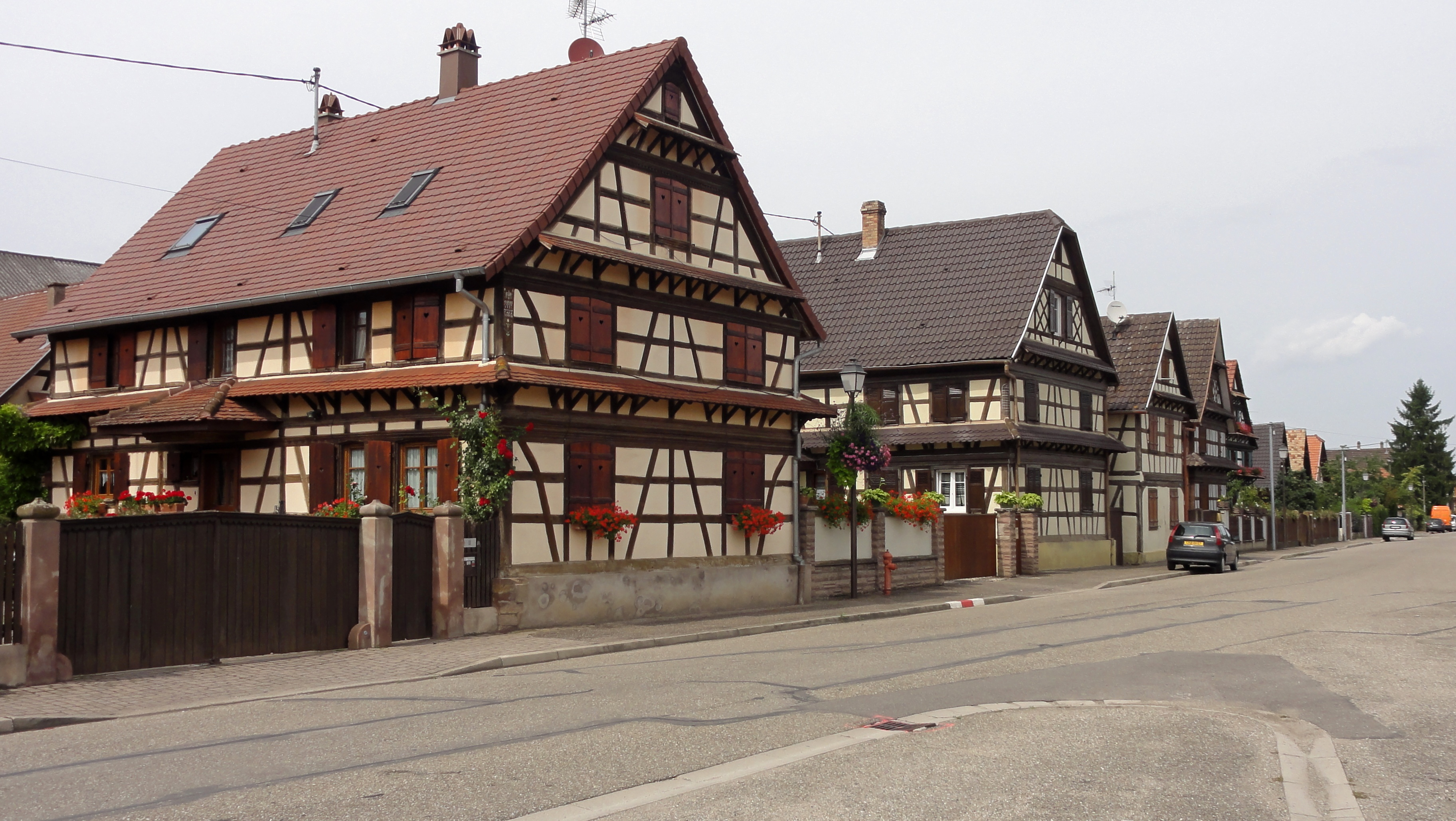
Эльзасская улица
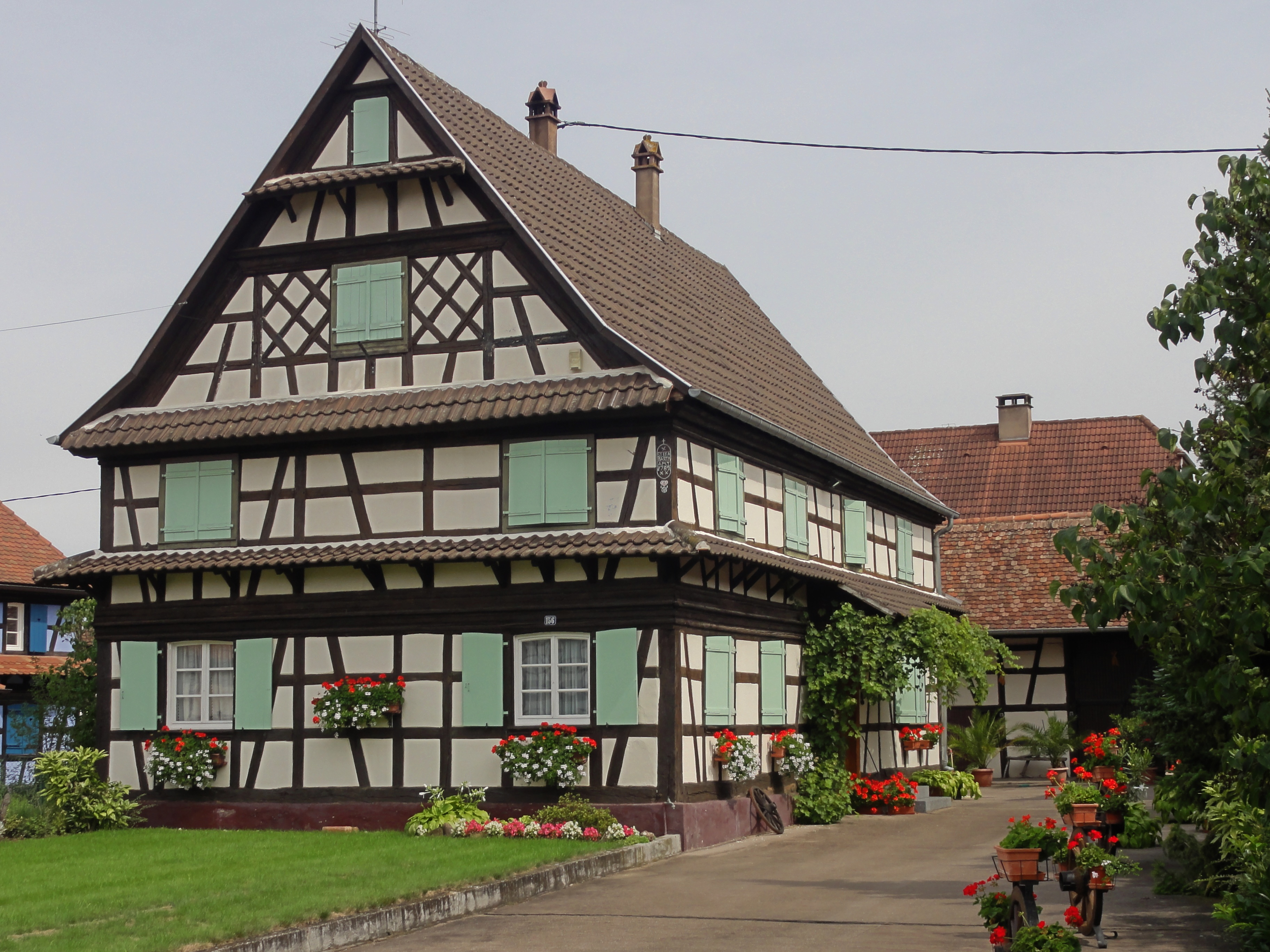
Дом в стиле фахверк
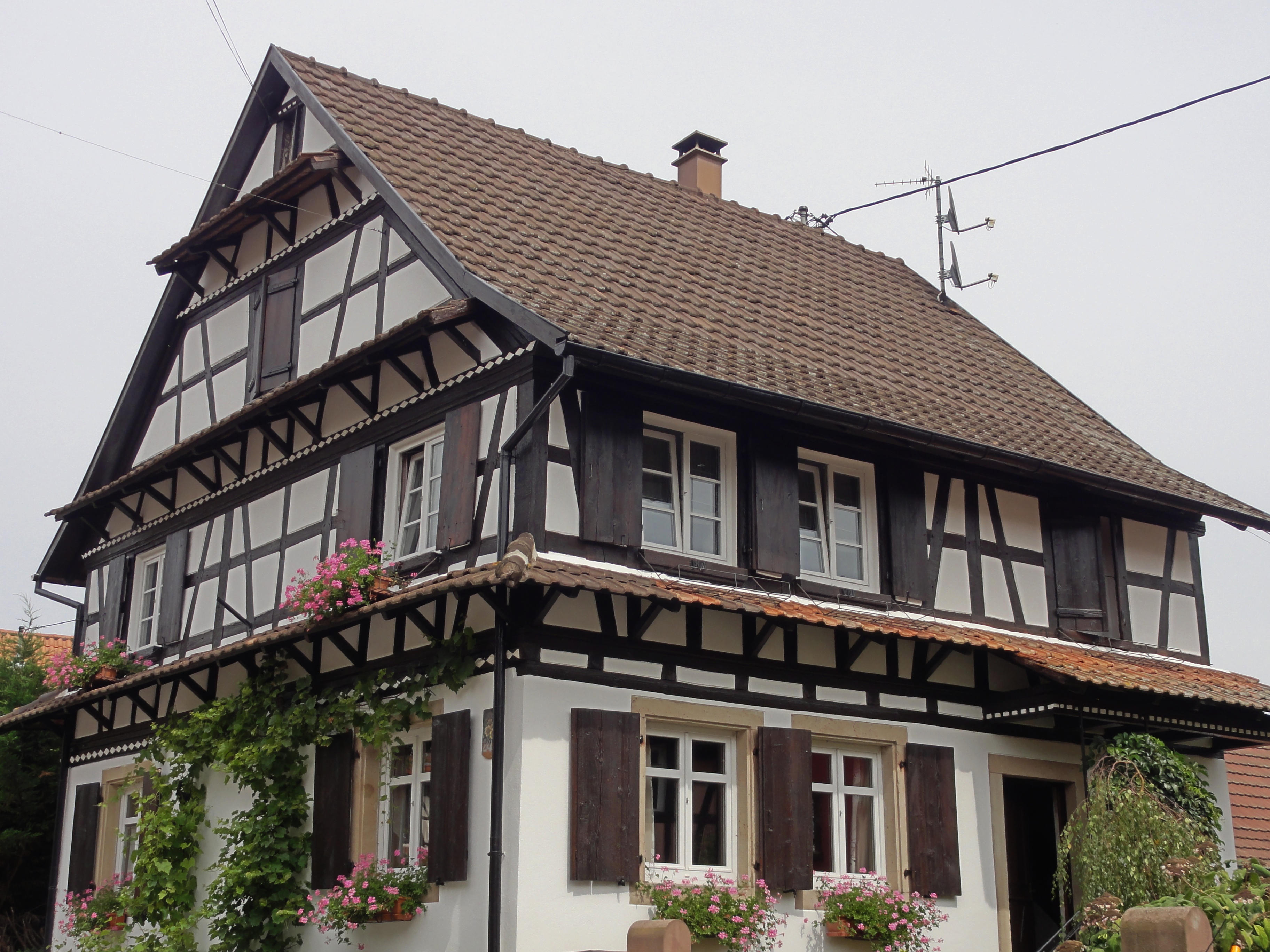
Дом в стиле фахверк
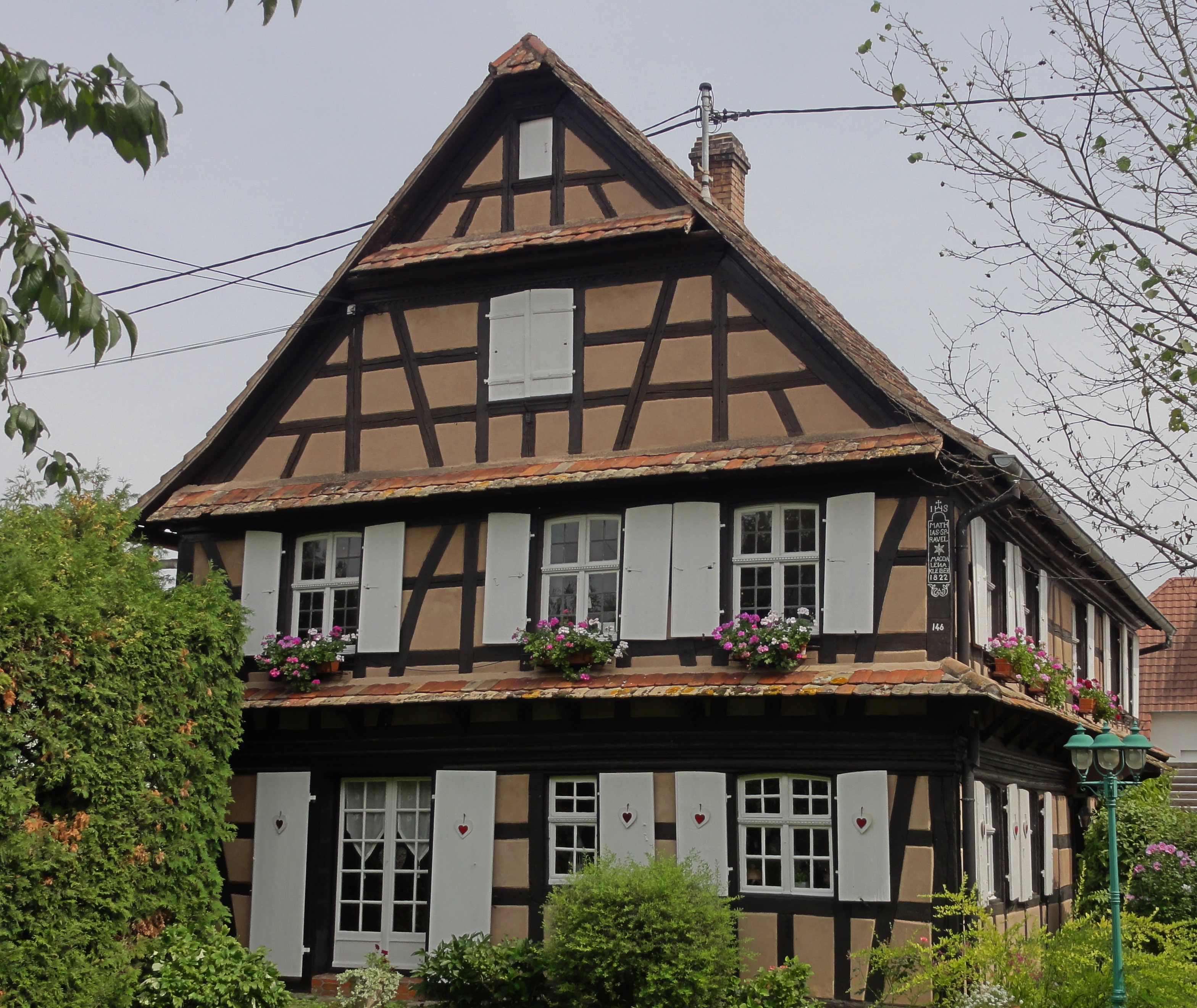
Дом в стиле фахверк